# Damghan

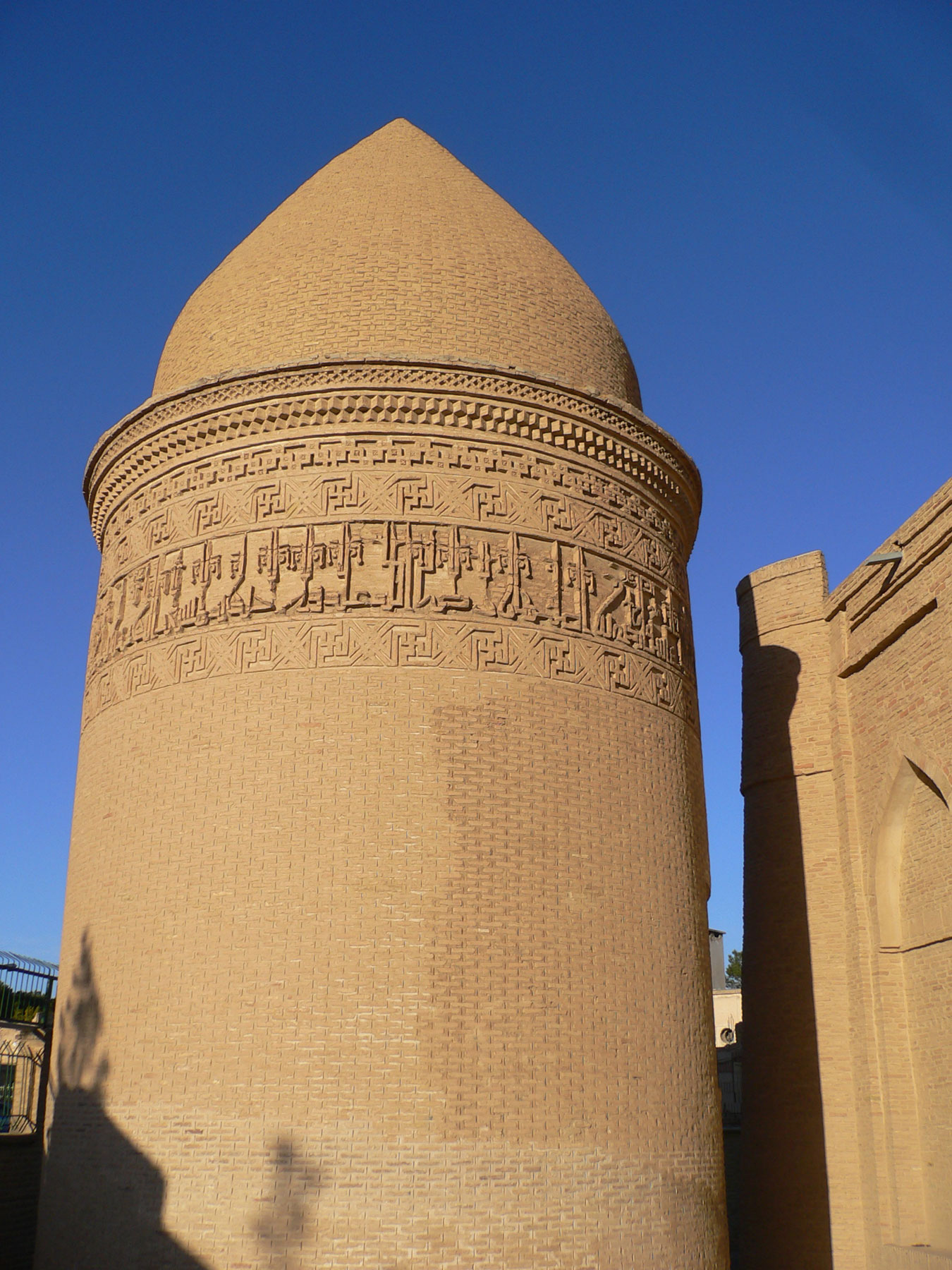
Damghan : tour de l'imamzadeh Djafar, inscrite au patrimoine mondial de l'UNESCO.

Damghan ou Dâmghân (en persan : دامغان) est une ville du nord de l'Iran de la province du Semnan, qui se trouve être la préfecture du Damghan. Elle comptait 62 807 habitants en 2012.

## Géographie
Damghan est à 342 km au nord de Téhéran sur la route de Machhad. Elle se trouve à 1 184 m d'altitude.

## Étymologie
Le nom de Dâmghân provient de Deh (village) et de Moghân (mages), rappelant la présence du culte zoroastrien.

## Histoire
Les ruines de Tépeh Hissar datant du IVe millénaire av. J.-C. se trouvent à proximité de la ville au sud-est, près des restes d'un palais sassanide. Ils attestent de la présence des premières population aryennes du haut plateau iranien.
La ville était fort importante au Moyen Âge, étant la capitale de la province de Qumis (ou Qoumès), et se trouvant sur l'itinéraire de la route de la soie. Elle est détruite en septembre 1729 par l'incursion afghane (bataille de Damghan). Quelques monuments survivent à la catastrophe comme le temple zoroastrien de Tarikhaneh (پرستشگاه تاریخانه), d'époque sassanide, appelé ensuite mosquée de Tarikhaneh (مسجد تاریخانه), après la conversion de la région à l'islam. Le monument est remarquable par les colonnes massives et ses inscrustations de bois sculpté, ainsi que ses deux minarets du XIe siècle.
Non loin de la ville se trouve le site de l'ancienne ville grecque d'Hécatompyles (Ἑκατόμπυλος / Hekatómpulos, la ville aux cents portes) fondée après l'invasion d'Alexandre le Grand. Damghan est détruite le 22 décembre 856 par un tremblement de terre.
Dans la partie ouest de la ville, on remarque les ruines d'un site de plan quadrilatère, une citadelle avec des petits édifices de couleur blanche portant le nom de Moloud Khaneh, ce qui signifie « Maison de la Naissance ». C'est ici qu'en 1772 naquit Feth Ali Châh de la dynastie des Qadjars. Tarikhaneh est peut-être la mosquée la plus ancienne de l'Iran (IXe siècle). D'autres édifices appartiennent à la période seldjoukide.

## Population

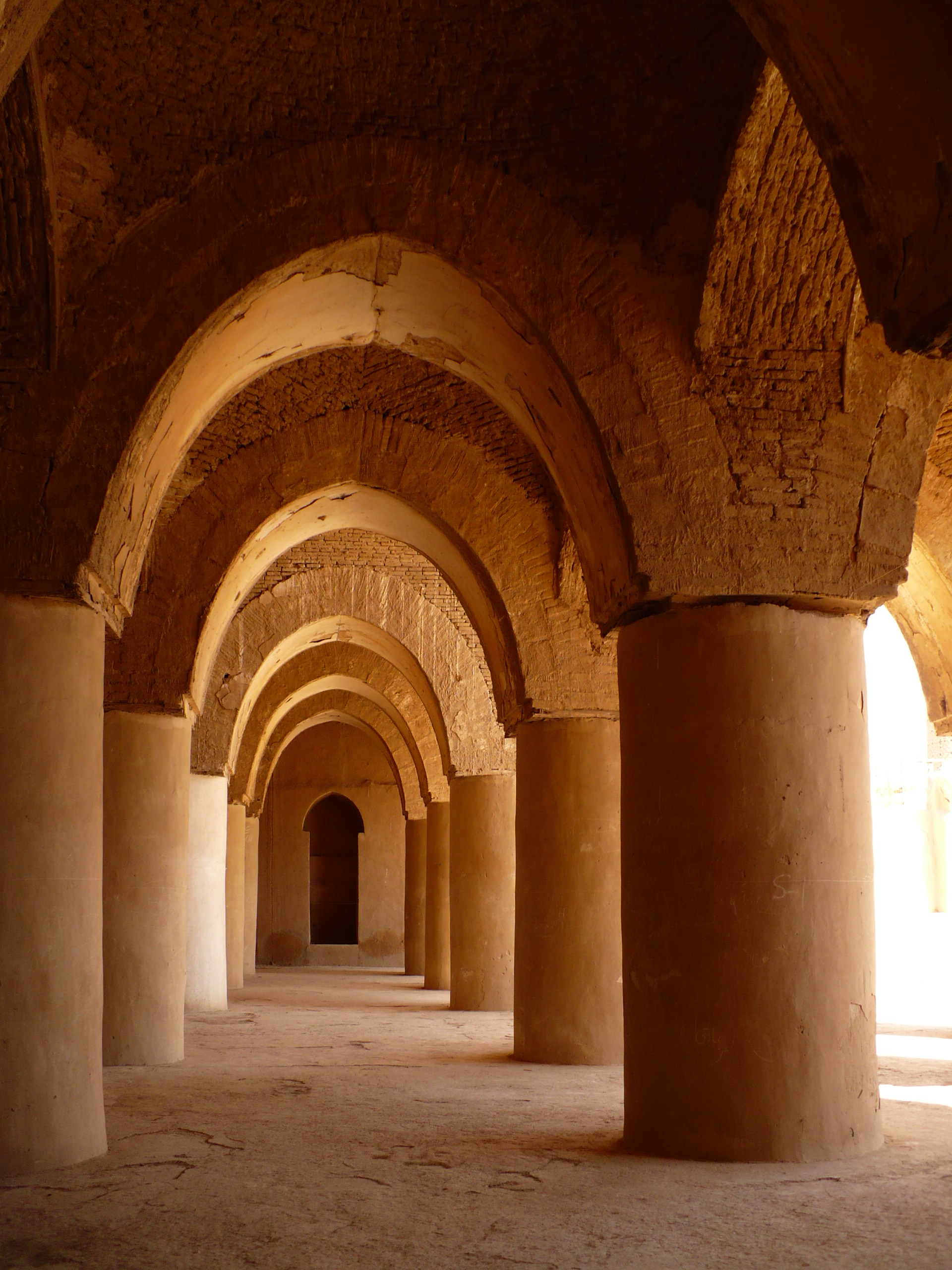
Aperçu de la Tarikhaneh

Selon le recensement de 2006, la ville comptait 57 331 habitants et 15 849 foyers ; ils sont de langue persane et de confession chiite.
- 1986 = 34 057 habitants
- 1991 = 40 954 habitants
- 1996 = 49 204 habitants
- 2006 = 57 331 habitants
- 2012 = 62 807 habitants

## Patrimoine
- Tépeh Hissar: à quatre kilomètres au sud-est de la ville, site archéologique du IVe millénaire av. J.-C., de l'époque des Mèdes, jusqu'aux Sassanides.
- Tarikhaneh: au sud de la ville, ancien temple zoroastrien, devenu mosquée au IXe siècle
- Remparts sassanides au nord et au sud de la ville
- Divers édifices de l'époque seldjoukide, dont Peer-e Alamdar, Mansourkouh, la tour de l'imamzadeh Djafar, etc.
- Le Tchéhel Dokhtaran (Colonnade des filles), sépulture familiale bien conservée du XIe siècle
- Tchechmeh Ali, source située à 30 kilomètres du nord de la ville
- Divers édifices, sépultures, bazars, anciennes madrassas et hammāms.

## Enseignement

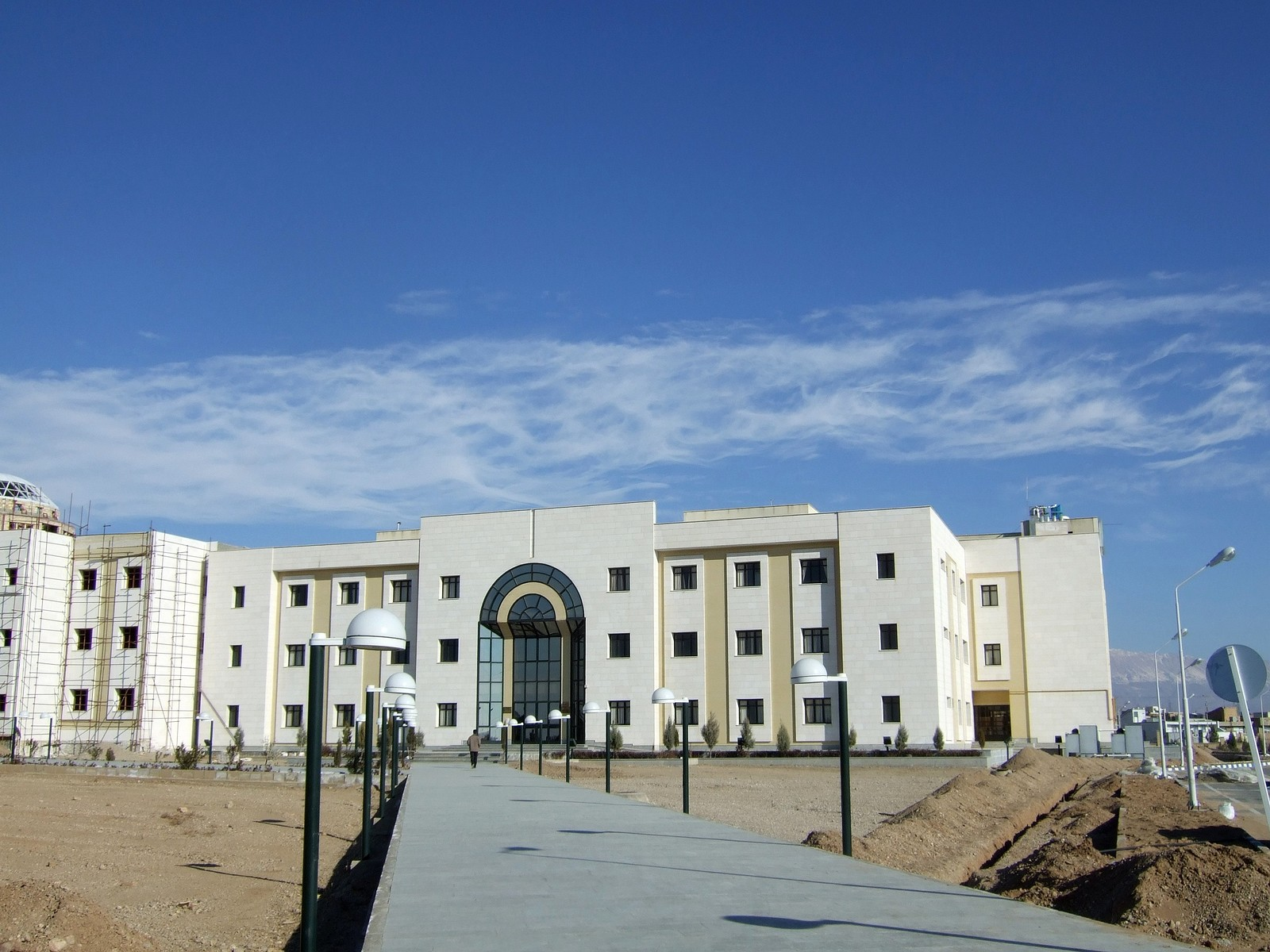
Façade de l'université de Damghan en 2008

La ville dispose d'une université, l'université de Damghan, ainsi que d'une université islamique.

## Personnalités
- Feth Ali Châh (1771-1834), chah de Perse
- Le Cheikh de Fer (1943-2023), catcheur
- Manoutchehri, poète du XIe siècle
- Yadollah Royaï (1933-2022), poète
- Hossein Amir Abdollahian (1964-2024), diplomate et homme politique